# Pădurea Letea
Pădurea Letea este o arie protejată de interes național ce corespunde categoriei Ia IUCN (rezervație naturală strictă), situată în județul Tulcea pe teritoriul administrativ al comunei C.A. Rosetti.
Pădurea Letea este cea mai veche rezervație naturală din România. Ea este și cea mai nordică pădure subtropicală din Europa.
Ea începe din nordul satului Letea și se întinde pe suprafață de 5246,8 ha, din care 2.825 ha intră în categoria zonelor strict protejate și a fost în atenția oamenilor de știință încă din anul 1930, când a fost pusă sub ocrotire. 
Din anul 1938, o suprafață de aproape 500 ha a fost declarată Rezervație naturală, în zona cunoscută sub numele de „Hasmacul Mare”.
Această pădure virgină este afectată de cei aproximativ 2000 de cai abandonați de localnici.
Aceștia au fost subiectul filmului documentar Caii sălbatici din Delta Dunării.

## Etimologie
Cea mai probabilă etimologie a toponimului Letea pare a fi aceea de răgaz (deci popas), dată de P. Petrovici :
„lete sfs [At: PETROVICI, P. 184/12 / E: slv лѣєтѣ] (Reg) 1 Timp liber Si: (pop) răgaz. 2 (Îlav) Cu ~a (sau ~) sau în (ori pe, pe în, la, a) ~ Fără grabă Si: alene (2), binișor (5), domol (11), încet, ușurel. 3 (Îlav) La în ~ La îndemână.”

## Geologia Grindului Letea
Depunerile de pe Grindul Letea s-au format deasupra unei vechi câmpii de loess înecată cu ridicarea nivelului mării după ultima glaciațiune. Relieful constituie o alternanța de dune și depresiuni alungite (numite japșe) ce leagau interiorul Grindului Letea cu restul apelor Dunării. Majoritatea japșelor sunt astăzi colmatate și acoperite de nisip.

## Flora și vegetația
Pădurile de hasmac sunt așezate în fâșii înguste uneori de câțiva zeci de metri, și conțin plop alb și cenușiu, înalți de peste 28m și cu diametre de 60cm ajungând frecvent la 150 cm, precum și stejar pedunculat și brumăriu, frasin comun, frasin pufos, anin negru. Arborii seculari de stejar ajung uneori la diametre de peste 2m.
În depresiunile mai mari ale hasmacelor apar și aninul negru și salcia.
Rădăcinile, adaptate solului, se ramifică de la suprafața în orizontul cu humus și numai unele ramificații pătrund mai jos după apa freatică. Arborii, ca urmare, sunt expuși pericolului doborâturilor de vânt.
Trunchiurile sunt noduroase și contorsionate, aplecate înspre apă. Lianele atârnă sau sunt înfășurate pe copaci ca într-un aranjament floral.  Specii de liane întâlnite sunt: liana dobrogeană (periploca graeca), iedera, vița sălbatică (vitis silvestrii), hameiul, curpenul (clematis vitalba). Aici liana atinge limita cea mai nordică de răspandire din Europa.
Pădurea conține un număr însemnat de specii de arbuști, iar în porțiunile mai înalte, cu sol arid și dune nisipoase, o vegetație ierboasa săracă, adaptată morfologic împotriva pierderilor de apă din plantă în condiții critice determinate de precipitații scăzute și temperaturi ridicate. Răspândirea plantelor erbacee este în strânsă corelație cu adâncimea la care se găsește pânza de apă freatică.

## Fauna
Pădurea Letea are în jur de 3,000 de specii de animale, dintre care 2,000 specii de insecte. Aici se găsesc șopârla de nisip și vipera de stepă. Au fost identificate 124 specii de păsări, dintre care 83 de specii desfășoară viața în cadrul pădurii (porumbelul de scorbură, turturica, grangurele, coțofana, pițigoiul mare, vulturul codalb, șoimulețul de seară, pupăza, dumbrăveanca sau prigoria), restul fiind păsări de baltă sau oaspeți de iarnă.